# Фаншън
Фаншън (на китайски: 放生桥; на пинин: Fàngshēng Qiáo) е исторически каменен сводест мост над река Диенпу в град Джудзядзяо, район Цинпу, провинция Шанхай. 

## История
Първоначално мостът е бил построен през 1571 г. със средства, събрани от монаха Синчао (на китайски: 性潮) от храма Цъмън (на китайски: 慈门寺). По време на династиите Мин и Цин (1368-1911 г.) местните монаси провеждали церемония на моста, пускайки жива риба в пристанището. Включен е в списъка на „Десетте изгледа на Джудзядзяо“. Мостът е възстановен през 1812 г., по време на управлението на император Дзяцин (1796-1820) от династията Цин (1644-1911).
На 17 ноември 1987 г. мостът Фаншън е обявен за културно наследство от местно значение от правителството на Шанхай.

## Архитектура
Мостът Фашън е дълъг 70,8 метра и широк 5,8 метра, което го прави най-големият каменен мост в района на Шанхай. Мостът е с пет арки и има лек наклон, тъй като използва тънки колони и арки със скромни промени в размера, което го прави естествено простиращ се през реката. 